# リナイオーリの壁祭壇
『リナイオーリの壁祭壇』（リナイオーリのかべさいだん、伊: Tabernacolo di Linaioli、英: Tabernacle of Linaioli）はイタリア語で「リネン製造者の小さな壁祭壇」を意味する祭壇画で、初期イタリア・ルネサンスの巨匠フラ・アンジェリコが1432-1435年に制作した。「リナイオーリ」（フィレンツェのリネン製造者のギルド）が、すでに名声を確立していたフラ・アンジェリコに委嘱したが、ロレンツォ・ギベルティによって設計された大理石のエディクラ (一種の厨子) の中に金色の背景で描くという条件が付けられた。現在、フィレンツェのサン・マルコ美術館に所蔵されている。

## 歴史
この壁祭壇は、1432年10月にかつての「古い市場」にあった「リナイオーリ」の座席の背面として依頼された。大理石の部分は、ロレンツォ・ギベルティの設計の下、シモン・ディ・ナンニ・ダ・フィエーゾレによって制作された。内側の絵画の契約は、合計190黄金フロリンの価格でなされ、1433年7月2日にフラ・アンジェリコによって署名された。裾絵 (プレデッラ) は、一般的に1433年から1435年の間の制作とされている。

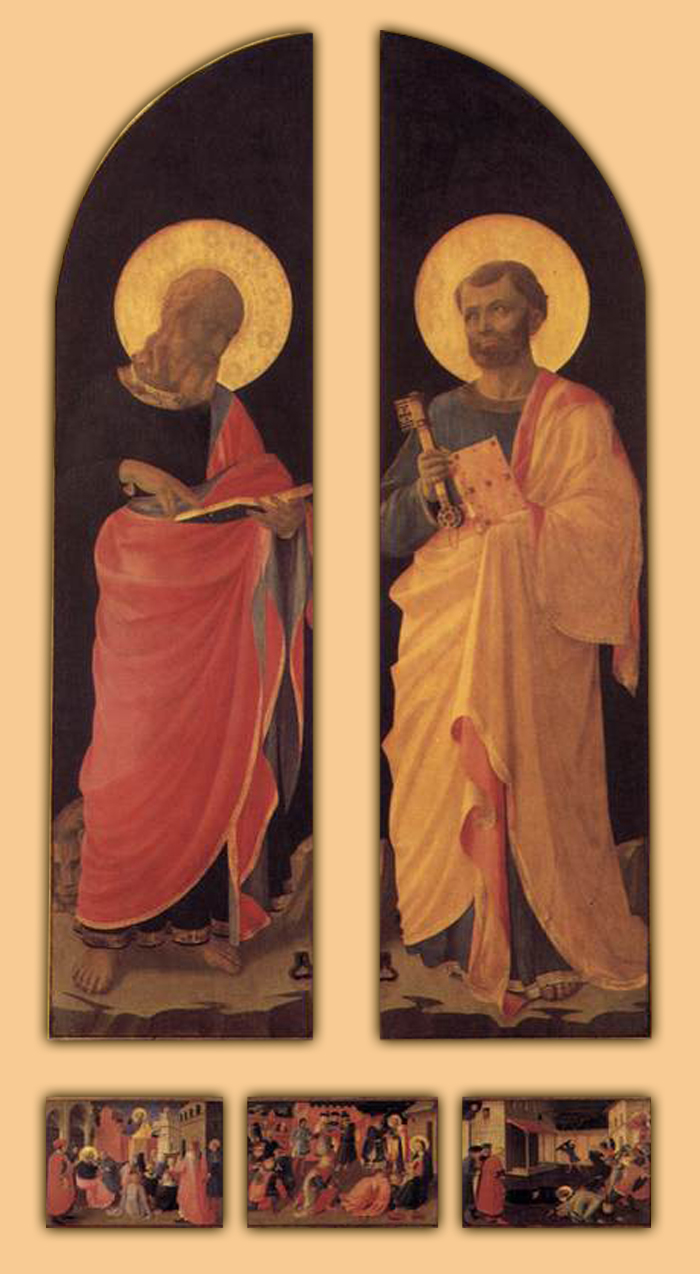
閉じた壁祭壇。

作品は大きなもので、チマブーエの『サンタ・トリニタの聖母』やドゥッチョ・ディ・ブオニンセーニャの『ルチェッライの聖母』にのみ比較できるものであった。大理石の額は、既存の絵画（後にフラ・アンジェリコの絵画に置き換えられた）に基づいたサイズであるか、オルサンミケーレ教会の壁龕の彫像のサイズに触発されたと推測されている。
作品は、市のギルドから委託された他の作品とともに、早くも1777年にパラッツォ・デッラ・ボルサに移された。その年に作品はウフィツィ美術館に移され、1924年にサン・マルコ美術館に移された。
この壁祭壇は2010年に修復された。

## 概要
壁祭壇は長方形の大理石の額で構成されており、三角形の上部には「祝福するキリストと智天使を表す彫刻が施されたマンドルラ (楕円形の枠) がある。中央のアーチ型の開口部の周囲には12人の奏楽の天使が描かれ、中央には金色を背景にした「荘厳の聖母」の板絵がある。
正面には、さらに聖人像が描かれた2枚の開閉式扉となっている板絵がある。普段は閉じられた状態で、祝日にのみ扉が開けられた。これらの内側には、洗礼者ヨハネ（左）と福音記者ヨハネ（右）が描かれ、外側には、聖マルコ（左）と聖ペテロ（右）が描かれている。聖マルコと聖ペテロの衣襞は、ギベルティのゴシック風の線の流れをもつ彫像とよく似ている。
板絵は下にあるプレデッラによって完成され、プレデッラには『聖マルコに福音書を口述する聖ペテロ』、『東方三博士の礼拝』、『聖マルコの殉教』を表す福音書の3つの場面がある。聖マルコの人物像は、作品を依頼したリネン製造者ギルドの守護聖人としての地位のために繰り返されている。
中央の板絵は破損しているが、フラ・アンジェリコの初期の作品に似た様式で、大理石の段の上に玉座がある。 2枚の布地（おそらくギルドのリネン製造の示唆）の背後には、星と聖霊の鳩が描かれている青く塗られた天井があり、ナショナル・ギャラリー (ワシントン)　にあるマソリーノの『受胎告知』に類似している。